# Joseph Légaré
Joseph Légaré (* 10. März 1795 in Québec; † 21. Juni 1855 ebenda) war ein frankokanadischer Maler, Kunstsammler, Landverpächter (seigneur) und Politiker. Er gilt als Begründer der frankokanadischen Landschaftsmalerei, malte aber auch Porträts, historische und religiöse Szenen, Stillleben und Darstellungen der Sitten und Gebräuche der Huronen und Irokesen. Sein Werk ist der Romantik zuzuordnen, geht aber stilistisch über diese hinaus.

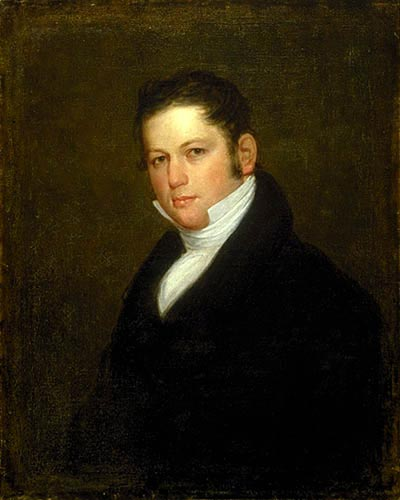
Porträt Joseph Légarés von John James

## Leben
Légaré war das älteste von sechs Kindern eines wohlhabenden Schusters, Händlers und Landverpächters. Nach abgebrochenem Besuch des Priesterseminars in Québec ging er 1812 in die Lehre bei dem Schilder-, Kutschen- und Porträtmaler, Glaser und Restaurator Moses Pierce (ca. 1783–ca. 1853), der später in den USA lebte. 1817 wurde Légaré Meister. Als Autodidakt begann er etwa um 1819 zu malen. Zunächst kaufte und kopierte er religiöse Gemälde, die der Priester Philippe-Jean-Louis Desjardins vor der Französischen Revolution nach Kanada gerettet hatte und deren Motive von Kirchengemeinden nachgefragt wurden. Da er nie in Europa war, blieb er auf die schlechten Bildvorlagen und Kopien angewiesen, die nach Kanada gelangten. Dann suchte er sich eigene Motive, vor allem Landschaften. Farben und Formen sind oft übersteigert, die Perspektive ist oft verzerrt, die Linienführung fließend und dynamisch.
1833 eröffnete er in allen drei Stockwerken seines Hauses in Québec die erste frankokanadische Galerie und machte sie für das breite Publikum zugänglich. Seine Sammlung umfasste bald einige hundert Bilder, er musste sie aber 1835 schließen. 1838 eröffnete er gemeinsam mit Thomas Amiot erneut eine Galerie de Peinture de Québec, an die eine Zeichenschule angeschlossen war. Um 1840 musste auch diese Galerie nach einem Brand schließen, bis Légaré 1851 erneut eine Galerie gründete.

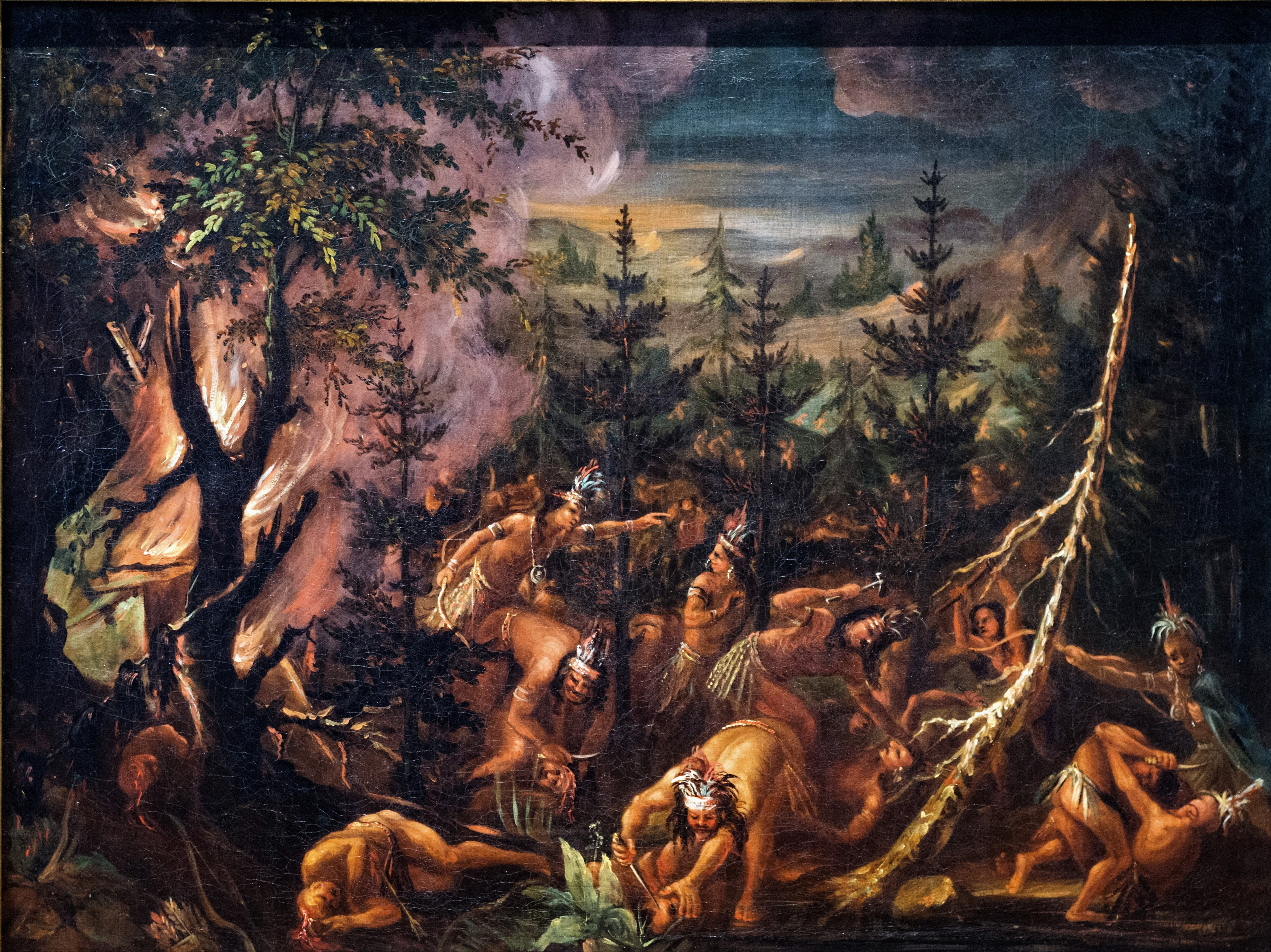
Das Massaker der Irokesen an den Huronen (1827/28)

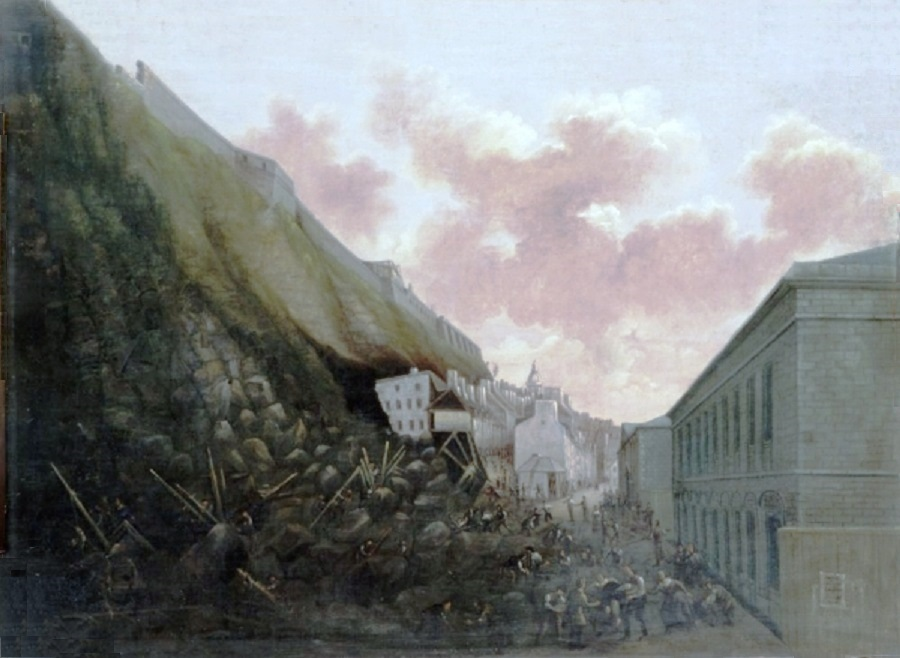
Der Felssturz von Cap Diamant (1841)

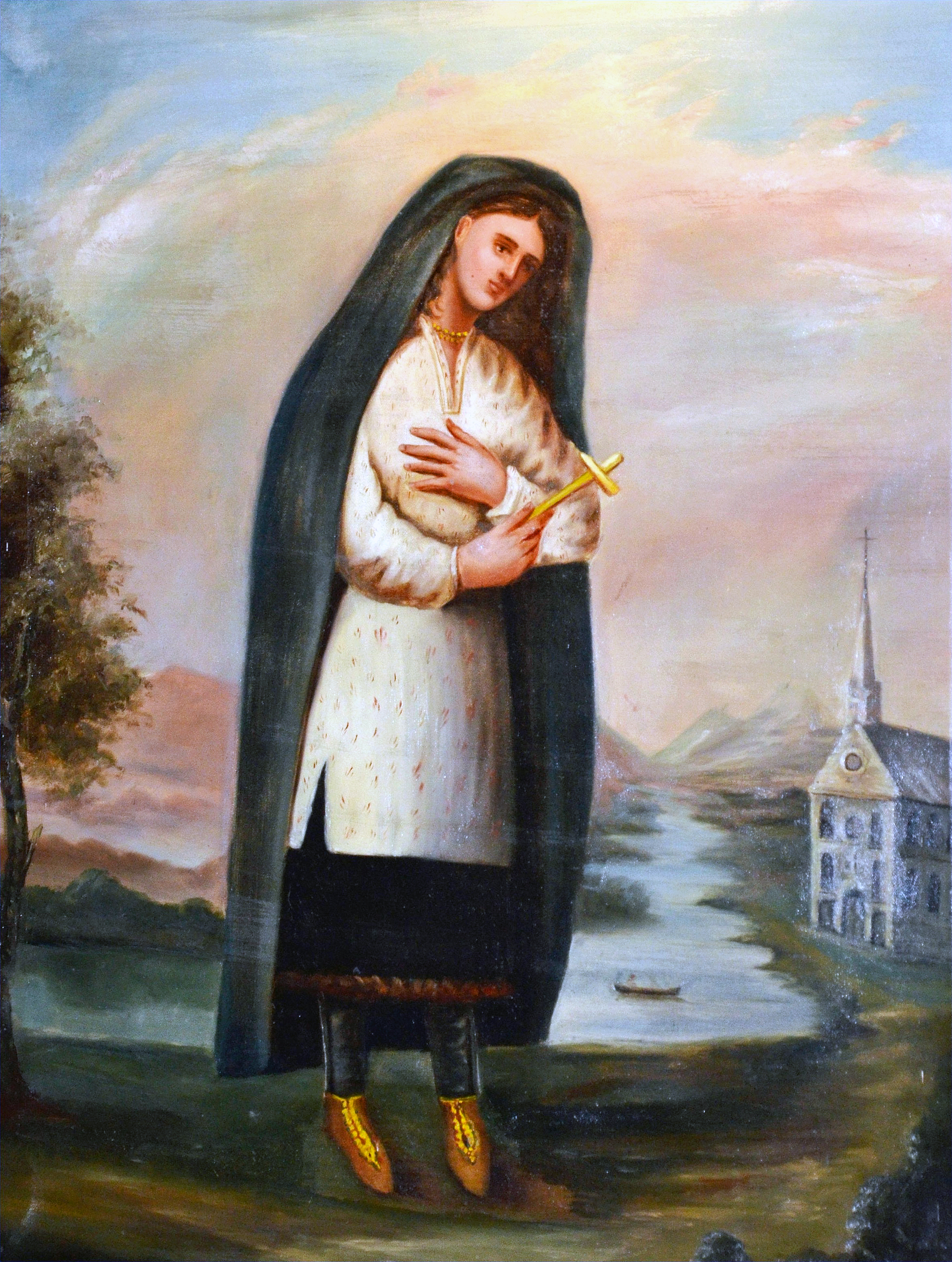
Die irokesische Heilige Kateri Tekakwitha (1843)

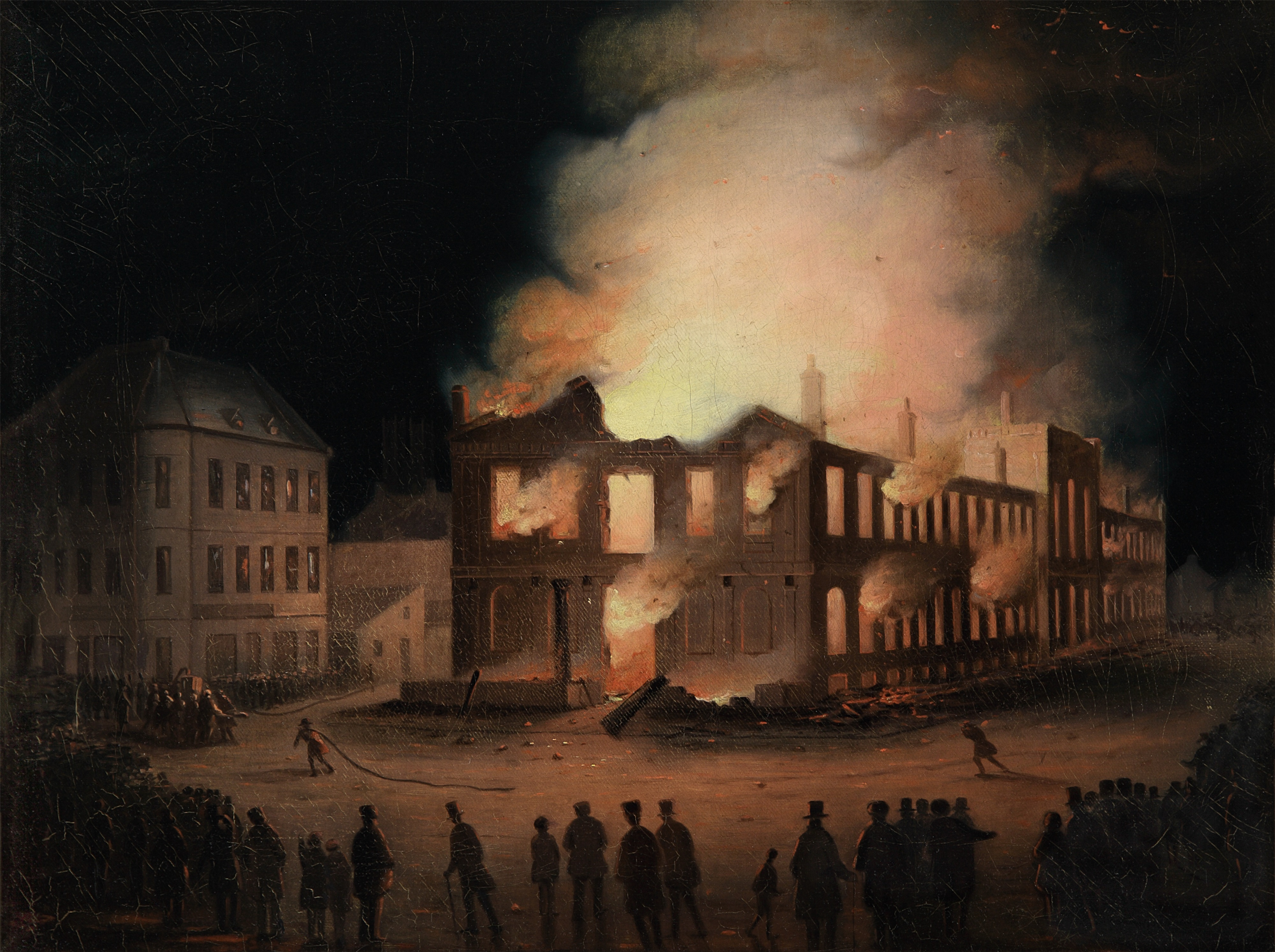
Der Brand des Parlamentsgebäudes in Montreal (ca. 1849)

Sein Werk umfasst etwa 250 Bilder. In vielen seiner Bilder integrierte er religiöse Motive.
Légaré war auch als Friedensrichter tätig und setzte sich für Reformen der Kolonialverwaltung ein. 1833–1836 war er Mitglied der Stadtrats von Québec. Während der Revolte 1837 der liberalen Republikaner unter Louis-Joseph Papineau wurde er kurzzeitig inhaftiert. Erfolglos setzte er sich für die Gründung einer Kunstakademie ein und war auch involviert in die kanadischen Vorbereitungen für die Pariser Weltausstellung 1855. 1848 und 1850 kandidierte er erfolglos für Nachwahlen der Gesetzgebenden Versammlung der britischen Provinz Kanada. Bei der Wahl im Januar 1850 setzte er sich mit den sog. Annexionisten für den Anschluss Québecs an die Vereinigten Staaten ein, um die britische Kolonialherrschaft zu beenden. Kurz vor seinem Tod wurde er zum Councillor der Gesetzgebenden Versammlung der Provinz Kanada ernannt.
Wegen seiner nationalistischen bzw. „annexionistischen“ Einstellung als katholischer Frankokanadier, aber auch wegen seiner Maltechnik und der Verwendung der Camera lucida wurden seine Bilder oft abgelehnt. Auf einer satirischen Grafik der Anti-Annexionisten (der sog. „Reformisten“) wurde er im Eselskostüm darstellt. Viele Unterstützer fand er im Ausland, vor allem in den USA. Als wohlhabender Grundbesitzer war er jedoch nicht auf den Kunstmarkt angewiesen.
Ein Schüler Légarés war seit 1819 Antoine Plamondon (1804–1895).

## Bekannte Werke (Auswahl)
- Massaker der Irokesen an den Huronen (1827/28, Musée national des beaux-arts du Québec – MNBAQ). Für das Bild, das ein Ereignis der Biberkriege im Jahr 1649 darstellt, erhielt Légaré die Medaille der Société pour l’Encouragement des Sciences et des Arts en Canada Québec.
- Die Cholera in Québec (1832, National Gallery/Musée des beaux arts du Canada, Ottawa)
- Die Wasserfälle der Rivière Jacques-Cartier (zugeschrieben, ca. 1835, Musée de la civilisation, Québec)
- Der Montmorency-Fall (1836)
- Josephte Ourné, Porträt einer Häuptlingstochter (ca. 1840/44, National Gallery/Muséé des beaux arts du Canada, Ottawa)
- Der Felssturz von Cap Diamant (1841)
- Das Martyrium der (Jesuiten-)brüder Brébeuf und Lalemant (ca. 1843, National Gallery/Muséé des beaux arts du Canada, Ottawa)
- Der Brand des Parlamentsgebäudes in Montreal (ca. 1849, McCord Stewart Museum, Montreal)
- Die Schlacht bei Sainte-Foy (ca. 1854)